# For The Gambia Our Homeland
For The Gambia Our Homeland (trad. "Per il Gambia, nostra patria") è l'inno nazionale del Gambia. La musica è stata composta da Jeremy Frederic Howe ed è basata su un canto popolare dei Mandingo. Il brano è stato adottato come inno nel 1965

## Testo
For The Gambia, our homeland
We strive and work and pray
That all may live in unity
Freedom and peace each day.
Let justice guide our actions
Towards the common good
And join our diverse peoples
To prove man's brotherhood.
We pledge our firm allegiance
Our promise we renew
Keep us, great God of nations
To The Gambia ever true.

## Traduzione
Per il Gambia, la nostra patria
Noi ci impegniamo e lavoriamo e preghiamo
Che tutti possano vivere in unità
in libertà e in pace ogni giorno.
Lasciate che la giustizia guidi le nostre azioni
Verso il bene comune
E unisca le nostre diverse popolazioni
Per dimostrare la fratellanza umana.
Ci impegniamo per la nostra solida fedeltà
Noi rinnoviamo la nostra promessa
Proteggici, grande Dio delle nazioni
Per Gambia solo la verità.